# كودو
كودو سلسلة مطاعم سعودية أنشئت سنة 1988 م، ويبلغ عدد فروعها 306 فرعاً في مختلف مناطق السعودية.
وهناك خطة تهدف للتوسع والانتشار عالميًا. ويتميز باعتماده طريقة المطبخ المفتوح حيث يشاهد العميل طلبه أثناء الإعداد، افتتح أول فرع في مدينة الرياض بتاريخ 16/04/1988 في مجمع المطاعم بشارع الثلاثين.

## احتفالية عشرون عاما
قام المطعم بالاحتفال بمناسبة مرور عشرين سنة على الافتتاح، وقام بتوزيع عشرين سيارة همر على المشتركين 2008.

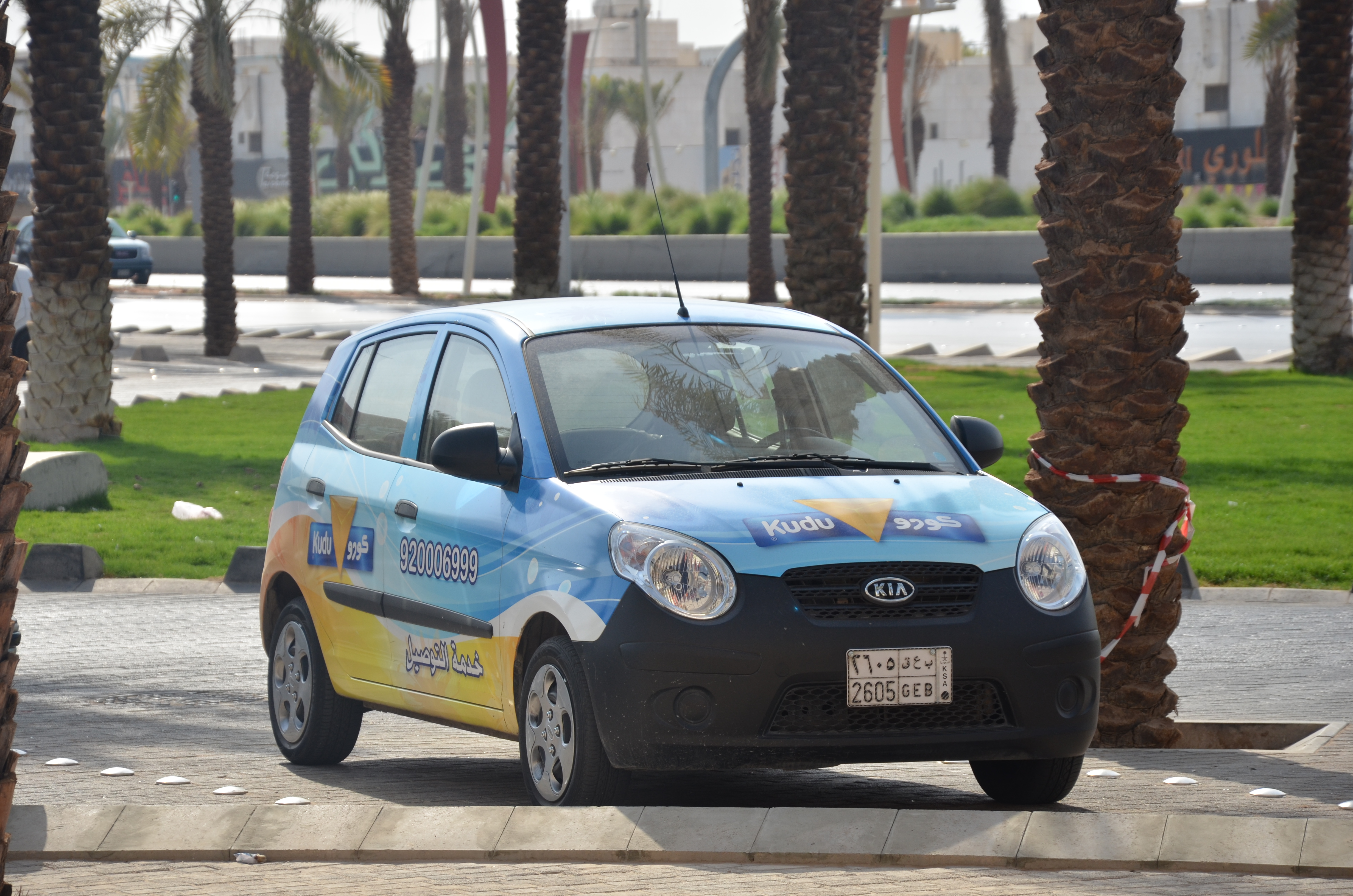
سيارة مطاعم كودو لتوصيل الطلبات الخارجية.

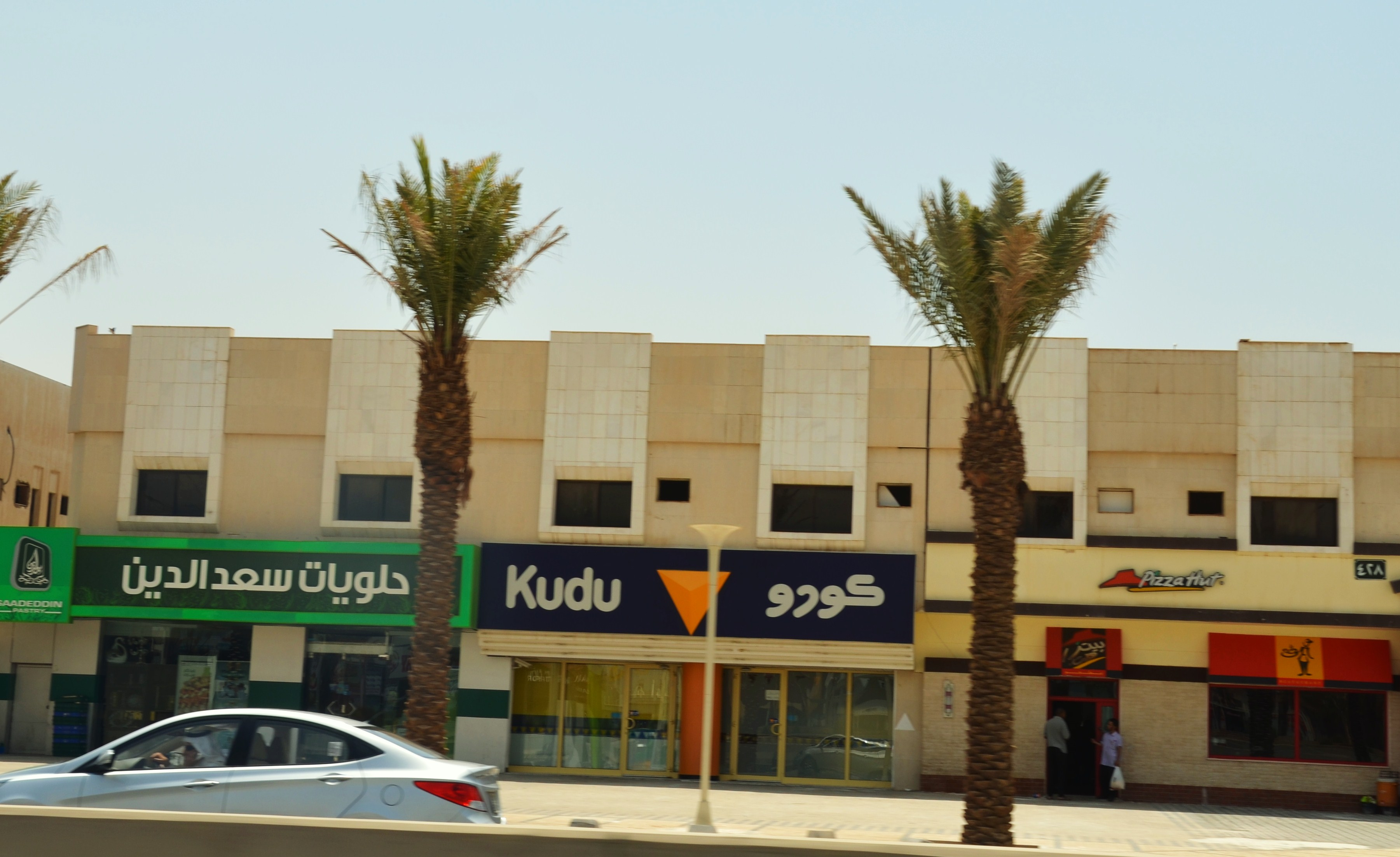
مطاعم كودو، الرياض، طريق الملك عبد الله، حي الورود.

## المدير العام التنفيذي
عبد المحسن اليحيى(سابقاً)
في 2015 تم بيع حصة شريكين تمثل 60٪ تقدر بقيمة 700 مليون ريال سعودي بتحالف بين شركة «أبراج كابيتال» ومقرها دبي و«تي جي بي» الأمريكية للاستثمار وتم ترشيح Meletis Meletiou ليكون المدير التنفيذي الجديد وهذه أول عملية شراء يقوم بها صندوق الملكيات الخاصة "TGP Capital" ومقره ولاية تكساس الأمريكية في منطقة الشرق الأوسط وتملك شركة «كودو» سلسلة من المطاعم في عدد من المدن السعودية يصل عددها إلى 306 فرعاً ولديها فروع أخرى في الخليج والسودان والأردن واليمن وليبيا.

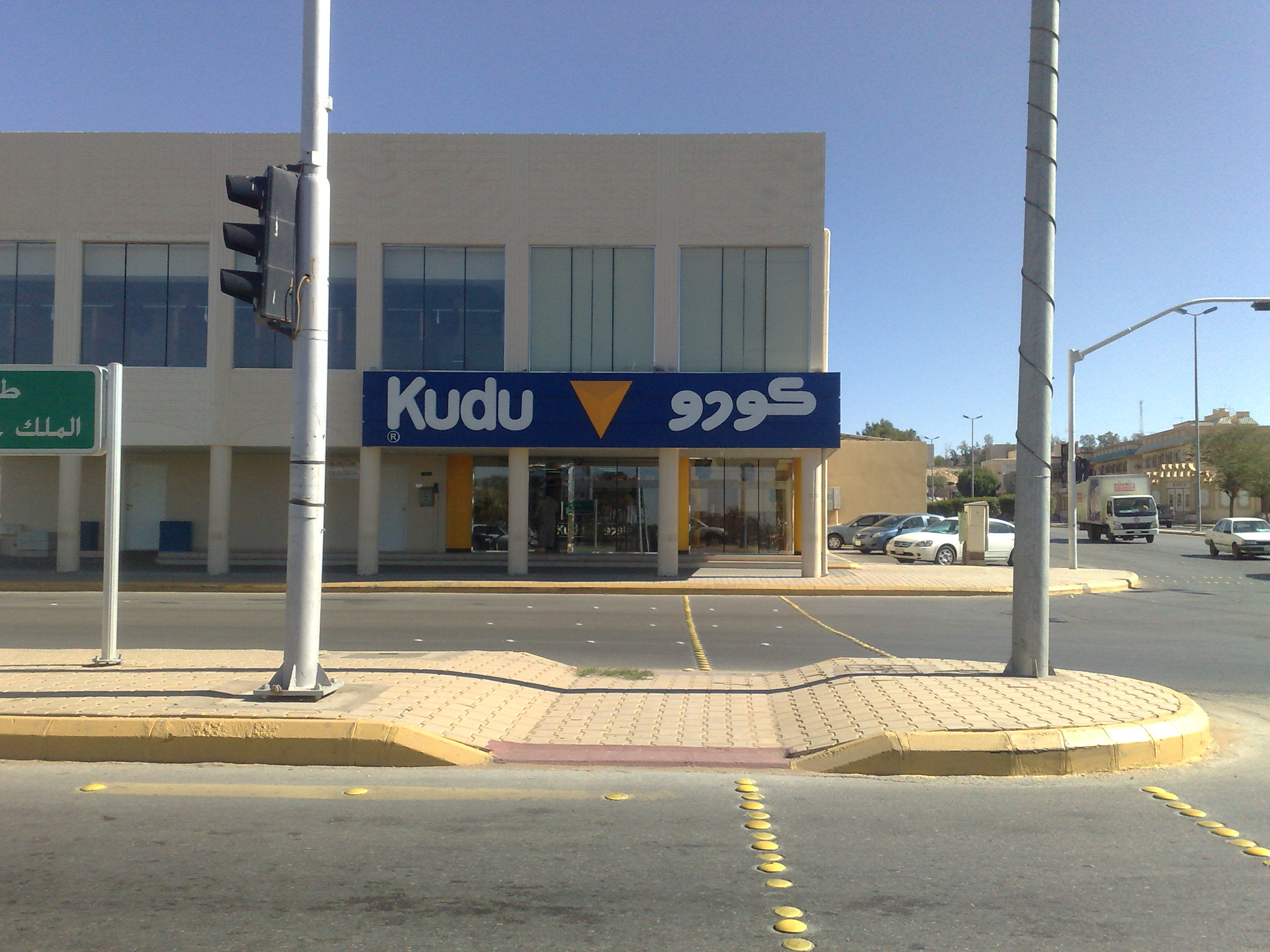
مطعم كودو في محافظة عنيزة.